# 明日咲く花
「明日咲く花」（あしたさくはな）は、2008年7月23日に発売された奥華子の7枚目のシングル。

## 解説
既発表曲のライブ音源1曲にて構成されている。

### 限定仕様について
本作品は、以下の限定仕様版が発売されている。なお、限定品封入以外（収録曲及びレーベルの印刷など）は、通常版と変わりはない。
- 初回限定
  - 「チェンジング・ジャケットカードA」が封入されている。

- 期間限定
  - 「チェンジング・ジャケットカードB」が封入されている。
  - 2008年7月24日から店頭に並ぶ。期間終了日は決まっていないが、初回限定のように予定生産枚数売り切りにより通常版へ移行するものと思われる。

## 収録曲
- PCCA-02697

1. 明日咲く花 - NHK『世界一周!地球に触れる・エコ大紀行』テーマソング
2. 紫陽花
3. 変わらないもの -Live version-
4. 明日咲く花 -Instrumental-